# Бонетијеле (Верона)
Бонетијеле је насеље у Италији у округу Верона, региону Венето.
Према процени из 2011. у насељу је живело 16 становника. Насеље се налази на надморској висини од 52 м.